# 喜馬拉雅巨型蜜蜂
喜馬拉雅巨型蜜蜂（学名：Apis laboriosa）是蜂科蜜蜂屬的物種。它們是現今體型最大的蜜蜂，成蟲可長到約3釐米長（1.2英尺）。1980年前本物種曾是巨型蜜蜂（Apis dorsata）的亞種，1980年到1999年本種升格為獨立的物種，但在1999年恩格爾（Michael S. Engel）再度將本種歸為巨型蜜蜂的亞種，直到2020年證實該物種確實是個獨立的物種，以在特定站點研究為依據的觀察顯示，本種確實一直和巨型蜜蜂共存著，但沒有和巨型蜜蜂有雜交的情況發生。
本種蜜蜂僅分布於喜馬拉雅山脈，卻具有廣泛的行為適應性，相當適應高地寒冷的環境，使其可以在高緯度地區的低溫外部環境中築巢。